# Championnats de France de tennis de table 1967
Navigation
Nancy 1966 Amiens 1968
Les championnats de France de tennis de table 1967 se jouent à Marseille les 18 et 19 mars 1967

## Résultats
| Homme            | Homme                         | Femme           | Femme                          | Double mixte                |
| Simple           | Double                        | Simple          | Double                         | Double mixte                |
| ---------------- | ----------------------------- | --------------- | ------------------------------ | --------------------------- |
| Jacques Secrétin | Jacques Secrétin Danny Dhondt | Martine Le Bras | Martine Le Bras Alima Mokhtari | Monique Alber Francis Dubus |